# Акасягума
Акасягума (яп. 赤シャグマ) — домовой дух, ёкай из фольклора острова Сикоку. Изображается в виде красноволосого ребёнка, живущего в доме, и, как считается, дружен c дзасики-вараси. Как и в случае с последним, дома, где проживает этот дух, будут процветать, а если он покинет жилище, то дом скоро будет ждать упадок.
В зависимости от региона, различается как поведение, так и отличительные особенности этого ёкая.

## Представления по регионам
- Префектура Эхимэ (ранее провинция Иё)
  - Уезд Нии, село Камбэ (ныне город Сайдзё). Считается проживающим в людских жилищах различных посёлков и сёл. Устраивает шум в гостиной после того, как хозяева отошли ко сну, и съедает всё, что обнаружит на кухне[1][3].
  - Посёлок Хироми (ныне Кихоку) и город Увадзима. В местных легендах также называется кободзу (小坊主 — «мальчуган, пострел»), который, пока дома темно, вместе с другими акасягума сидит у ирори до возвращения ушедшего работать в горы хозяина дома. Стоит ему вернуться, как все духи тут же прячутся под полом[4][5].
  - В 1899 или 1900 году, когда главный инженер по разработке рудника Итинокава собирался построить дом на холме в селе Камбэ уезда Нии, во время раскопок под фундамент было обнаружено множество останков человеческих костей и глиняная посуда. Среди местных жителей пошли разговоры — «наверняка здесь было кладбище». Несмотря на это, главный инженер продолжил работы, доведя постройку дома до конца. С тех пор прочно закрепился слух — «в том доме живут акасягума»[6].
- Префектура Токусима (ранее область Ава)
  - С наступлением ночи акасягума выходит из-под домашнего алтаря и подшучивает над жителями, щекоча им ноги и вытворяя прочие шалости[5].
  - Известна народная история того, как одна старуха купила себе давно пустующий одиноко стоящий старый дом, в котором, по слухам, жили обакэ, из-за чего дом и пустовал. И вот, стоило наступить ночи, как в доме появился акасягума, ставший щекотить ей ноги. В конце концов старуха покинула этот дом, не став в нём жить[7].
- Префектура Кагава (ранее провинция Сануки)
  - Так же, как и в сказаниях Токусимы, в Кагаве акасягума изображается духом, щекочущим жителям ноги посреди ночи[8]. В самой же префектуре особенностью акасягума является то, что этот дух появляется не только в домах, но и вне мест проживания людей, а также кричит громким голосом в горах, летая по небу[9].
  - Бытует история того, как в одном доме села Асиро (ныне посёлок Хигасимиёси), уезда Миёси, появился акасягума, ставший щекотать лёгших спать жителей дома, чем и утомил их. На следующий день, стоило одному из жителей выйти работать на рисовом поле, как он обнаружил стоящего посреди поля акасягума. Увидев духа, мужчина тут же побежал обратно в дом, где и упал в обморок[8].
  - В посёлке Манно, уезда Накатадо, рассказывается исторический анекдот, касающийся горного акасягума. Некий молодой человек, будучи нанятым на работу, был предоставлен работодателем самому себе, отчего и недоумевал, что же это за работа такая чудная. И вот однажды скончался один из жителей деревни. Наниматель раскопал могилу, заставил молодого работника нести труп и отправился в гору, где выманил трупом акасягума, которого и подстрелил[10].